# Frenesí
Frenesí è un singolo della cantante cileno-statunitense Paloma Mami, pubblicato il 17 aprile 2021 come sesto estratto dal primo album in studio Sueños de Dalí.

## Video musicale
Il video musicale di Frenesí è stato diretto da Matias Vial e prodotto da QasiHablofelipe, gli stessi che hanno lavorato al video del brano Religiosa, ed è stato pubblicato sul canale YouTube-Vevo della cantante.